# SN 2001ce
SN 2001ce – supernowa odkryta 25 marca 2001 roku w galaktyce A163928-0127. W momencie odkrycia miała maksymalną jasność 17,90m.